# Amrasca curvata
Amrasca curvata är en insektsart som beskrevs av M. Firoz Ahmed och Samad 1972. Amrasca curvata ingår i släktet Amrasca och familjen dvärgstritar.
Artens utbredningsområde är Bangladesh. Inga underarter finns listade i Catalogue of Life.